# Tashir
Tashir (in armeno Տաշիր?, fino al 1935 Vorontsovka, poi Kalinino, conosciuto anche come Tachir) è un comune dell'Armenia di 8 732 abitanti (2008) della provincia di Lori.